# Pidgin (instant messaging)
 For alternative betydninger, se Pidgin (flertydig). (Se også artikler, som begynder med Pidgin)
Pidgin (tidligere Gaim) er et såkaldt instant messaging-computerprogram, dvs. et program hvor man kan skrive en besked der dukker op på modtagerens skærm så snart beskeden afsendt. Programmet er udviklet til flere forskellige platforme og understøtter flere forskellige anvendte kommunikationssystemer; herunder:
- AOL Instant Messenger (med OSCAR- eller TOC-protokollen)
- Gadu-Gadu
- ICQ (Også med OSCAR
- Internet Relay Chat
- XMPP
- Lotus Sametime
- MSN Messenger
- Novell GroupWise
- OpenNAP
- Yahoo! Messenger
- Zephyr
- SILC
- Google Talk (benyttende XMPP-protokollerne)
- samt diverse andre gennem brugen af plugins, udvidelser til programmet.

Pidgin er fri software udgivet under GNU General Public License.
Programmet blev oprindeligt skrevet af Mark Spencer til UNIX-lignende operativsystemer, men eksister nu på en række forskellige platforme, som f.eks. Microsoft Windows, GNU/Linux, FreeBSD, Mac OS X, SkyOS og Trolltechs PDA-system Qtopia.
For nylig begyndte udviklerne af Gaim at adskille den del af kildekoden, der arbejder med ting som netværksforbindelser, fra den grafiske del, som kontrollerer, hvordan brugeren skal præsenteres for forskellige handlinger. Når adskillelsen er færdig, vil det være muligt at skrive klientprogrammer, der benytter en vilkårlig grafisk brugerflade. Det kodebibliotek, der dannes ved adskillelsen, vil blive kaldt libpurple; en stabil version af dette bibliotek, der dog endnu er under udvikling, er allerede i brug i klienterne Adium, Fire og Proteus, såvel som i den web-baserede applikation Meebo.
Grundet langvarige retslige processer med America Online, besluttede holdet bag Gaim i 2007 at ændre navnet til Pidgin.

## Egenskaber
- Opdeling af samtaler i såkaldte tabs, der gør det let at skifte mellem samtaler.
- Mulighed for at oprette forskellige konti, så en bruger tillades at benytte flere på en gang.
- Omdøbning af kontakter.
- Gruppering af kontakter, der i virkeligheden er den samme bruger, men som benytter forskellige konti.
- Mulighed for at journalisere samtaler i såkaldte logs.
- Forskellige muligheder for at blive gjort opmærksom, når en bruger eksempelvis vælger at markere sig selv som optaget, væk eller offline.
- Fra version 2.0 et videosystem samt VoIP, Voice over IP (frit oversat 'stemme via intenetprotokollen').

Herudover tillader programmet som omtalt, at man benytter udvidelser til understøttelse af flere protokoller, samt eksempelvis RSA- og GPG-kryptering.

## Afledte programmer
PhoneGaim er et stykke software, der er baseret på Gaim (og dermed også er tilgængeligt under GPL), som benytter sig af SIP-protokollen, for at give brugeren mulighed for at føre stemmesamtaler på Internettet vha. VoIP.
Proteus og Adium er kommunikationsprogrammer, der er tilgængelige på Mac OS X, og som understøtter brugen af adskillige protokoller ved hjælp af libpurple-biblioteket.